# Корсунский, Валентин Николаевич
Валентин Николаевич Корсунский (27 ноября 1939, Москва — 7 ноября 2017, там же) — советский и российский радиолог- доктор медицинских наук (1976), профессор по специальности Медицинская радиология и рентгенология (1987), учредитель и член Межрегиональной общественной организации содействия развитию ядерной медицины Общество ядерной медицины (1995-2005).

## Биография
Валентин Николаевич родился 27 ноября 1939 года. В 1958 году поступил в 1-й Ленинградский медицинский институт им. И.П. Павлова, где проучился 2 года. Затем, после переезда в Москву, продолжил учебу во 2-м Московском государственном медицинском институте им. Н.И. Пирогова, который окончил в 1964 году по специальности «Лечебное дело».
С 1964 по 1966 годы Валентин Николаевич проходил ординатуру в МНИИОИ им. А.П. Герцена. После успешного окончания ординатуры, остался в институте  в должности младшего, с 1970 года — старшего научного сотрудника.
Спустя год, под руководством Александра Сергеевича Павлова, радиолога-онколога, академика АМН СССР, вице-президента АМН СССР, защитил кандидатскую диссертацию на тему «Изучение регионарной вентиляции и кровотока в легких с помощью Хе-133 у больных раком легкого». Уже к 1974 подготовил, а в следующем году защитил докторскую диссертацию «Клинические аспекты комплексного радиоизотопного исследования легких». Эти работы были названы пионерскими в области отечественной ядерной медицины.
В 1975 году в звании доктора медицинских наук Валентин Николаевич был приглашен в Институт биофизики (ИБМ МЗ СССР) на должность заведующего клинической лабораторией ядерной медицины. Лаборатория занималась клиническими испытаниями радиофармпрепаратов и наборов для радиоиммунного анализа. Валентин Николаевич внедрил в деятельность лаборатории оценку клинико-диагностической эффективности радиофармпрепаратов, методологии сочетания in vivo и in vitro технологий в дифференциальной диагностике целого ряда патологий; а также оценку эффективных доз облучения пациентов при проведении радионуклидных исследований. Под его руководством лаборатория быстро стала ведущей и фактически головной в стране. Там были испытаны все радиофармацевтические препараты, которые применяются до сих пор.
За годы работы в Институте биофизики Валентин Николаевич стал одним из ведущих специалистов в области радионуклидной диагностики и основателем научного направления клинического изучения фармакокинетики радиофармацевтических препаратов. В 1987 году ему было присвоено звание профессора по специальности «Медицинская радиология и рентгенология». Он был награжден Серебряной и Бронзовой медалями ВДНХ СССР за разработку оригинальных ядерных методов исследования.
С 1990 по 2007 годы Валентин Николаевич возглавлял в Институте биофизики отдел радиофармацевтических препаратов. Именно он стал инициатором создания в 1995 году Российского общества ядерной медицины и возглавлял его более 10 лет.
Его вклад в развитие ядерной медицины признан ведущими учеными России и зарубежными научными сообществами. Под его руководством организованы и успешно выполнены доклинические и клинические исследования более 30 новых радиофармацевтических препаратов как диагностического, так и терапевтического назначения. Также Валентин Николаевич известен как автор множества научных работ и соавтор 5 патентов на радиофармпрепараты.
На основе Института биофизики был создан современный Федеральный медицинский биофизический Центр им. А.И. Бурназяна ФМБА России. Сотрудники Центра вспоминают о Валентине Николаевиче: «Он всегда был внимательным, отзывчивым и чутким человеком, готовым прийти на помощь в любую минуту. Он отдавал много сил воспитанию и обучению молодых сотрудников. Высшей наградой ему навсегда будет искренняя любовь и светлая память людей, знавших его».

## Образование
1958 — 1960 учеба в Первом Ленинградском медицинском институте им. И.П. Павлова.
1960 — 1964 учеба во Втором Московском государственном медицинском институте им. Н.И. Пирогова, факультет «Лечебное дело».
1964 — 1966 ординатура в МНИИОИ им. А.П. Герцена.

## Опыт работы
1966 — 1970 МНИИОИ им. А.П. Герцена, младший научный сотрудник
1970 — 1975 МНИИОИ им. А.П. Герцена, старший научный сотрудник
1975 — 1990 Институт биофизики (ИБМ МЗ СССР), заведующий клинической лабораторией ядерной медицины.
1990 — 2007 Институт биофизики (ГНЦ), заведующий отделом радиофармацевтических препаратов.

## Научные работы
1971 — защита кандидатской диссертации на тему «Изучение регионарной вентиляции и кровотока в легких с помощью Хе-133 у больных раком легкого». Научный руководитель А.С. Павлов, радиолог-онколог, академик АМН СССР, вице-президент АМН СССР, академик РАМН, академик Российской академии наук.
1975 — защита докторской диссертации на тему «Клинические аспекты комплексного радиоизотопного исследования легких».
Автор более 200 печатных работ, 2 монографий, методических рекомендаций по доклиническим и клиническим исследованиям радиофармпрепаратов.
Соавтор 5 патентов на радиофармпрепараты.
Научный руководитель 12 кандидатских диссертаций.

## Звания и награды
1976 — присвоено звание доктора медицинских наук.
1987 — присвоено звание профессора по специальности «Медицинская радиология и рентгенология».
Награжден Серебряной и Бронзовой медалями ВДНХ СССР за разработку оригинальных ядерных методов исследования.
Награжден почетным знаком им. А.И. Бурназяна, медалями «Ветеран труда», «850-летия г. Москвы», «Ветеран атомной промышленности» Федерального агентства по атомной энергии за многолетний добросовестный труд и за большой вклад в развитие отечественной радиофармацевтики.

## Членство в профессиональных организациях
- Учредитель и член Межрегиональной общественной организации содействия развитию ядерной медицины «Общество ядерной медицины»

- Член комиссии по новой технике Минздравсоцразвития.

- Член межведомственного координационного научно-технического совета по проблеме «Ультракороткоживущие радионуклиды для медицины».

- Член специализированного научного совета о защите диссертаций РМАПО.

- Член редколлегии «Украинского радиологического журнала».

- Член редколлегии журнала «Ревю ядерной медицины Центральной и восточной Европы».

- Первый президент Российского общества ядерной медицины.

- Член Европейской ассоциации ядерной медицины.